# Supervenienz
Supervenienz (lat. von super „über“, „zusätzlich“ und venire „kommen“) ist ein philosophischer Fachbegriff, der verwendet wird, um Abhängigkeitsverhältnisse zwischen Eigenschaften zu beschreiben. Er spielt insbesondere in der Metaethik und der Philosophie des Geistes eine herausragende Rolle und wird dort verwendet, um das Verhältnis von moralischen bzw. mentalen Eigenschaften zu physischen Eigenschaften zu beschreiben. Die Frage nach der korrekten Interpretation der vermuteten Supervenienzbeziehung wird oft als entscheidend für die Plausibilität von Reduktionismus und Physikalismus angesehen.

## Grundidee
Die Grundidee des Supervenienzkonzepts lautet wie folgt: Eine Eigenschaft A superveniert genau dann über einer Eigenschaft B, wenn eine Änderung in A immer begleitet wird von Änderungen in B, jedoch nicht notwendigerweise umgekehrt. Anders ausgedrückt: Wenn A über B superveniert und A sich ändert, dann muss auch B sich ändern. Kurz: B ist durch A festgelegt.
Ein Beispiel: Eine fotografische Aufnahme habe etwa die Eigenschaft, einen Hasen darzustellen. Diese Eigenschaft lässt sich nicht ändern, ohne die physischen Eigenschaften des Bildes zu ändern. In diesem Sinne supervenieren die darstellenden Eigenschaften über den physischen Eigenschaften des Bildes. Umgekehrt supervenieren die physischen Eigenschaften allerdings nicht über den darstellenden Eigenschaften, da es möglich ist, auch mit einer etwas anderen Anordnung von physischen Teilchen ein Hasenbild zu erstellen.
Der Philosoph David Lewis beschreibt dieses Verhältnis wie folgt:
| A dot-matrix picture has global properties—it is symmetrical, it is cluttered, and whatnot—and yet all there is to the picture is dots and non-dots at each point of the matrix. The global properties are nothing but patterns in the dots. They supervene: no two pictures could differ in their global properties without differing, somewhere, in whether there is or there isn’t a dot. |  | Ein Punktrasterbild hat globale Eigenschaften – es ist symmetrisch, es ist durcheinander, was auch immer – und doch ist in diesem Bild alles Punkte und Nicht-Punkte an jedem Rasterpunkt der Matrix. Die globalen Eigenschaften sind nichts als Muster aus Punkten. Sie supervenieren: Keine zwei Bilder könnten sich in ihren globalen Eigenschaften unterscheiden, ohne irgendwo darin verschieden zu sein, ob da ein Punkt ist oder nicht. |

Für die philosophische Debatte ist nun entscheidend, dass angenommen wird, dass auch moralische und mentale Eigenschaften über physischen Eigenschaften supervenieren: Wenn zwei Situationen in physischer Hinsicht absolut identisch sind, scheinen sie sich auch in moralischer oder mentaler Hinsicht nicht unterscheiden zu können. Für die psychophysische Supervenienz sprechen moderne empirische Befunde: Bildgebende Verfahren zeigen, dass Änderungen im Bewusstsein mit Änderungen des neuronalen Geschehens einhergehen.
Die zentrale philosophische Frage ist, wie die Supervenienzbeziehungen verstanden werden können. Reduktionisten erklären, dass mentale Zustände über physischen Zuständen supervenieren, da sie nichts als die physischen Zustände sind und daher auch auf diese zurückgeführt werden können. Wenn das Mentale nichts als das Physische ist, ist es auch nicht mehr rätselhaft, dass sich das Mentale nicht ändern lässt, ohne dass man zugleich das Physische ändert. Kritiker dieser Position müssen eine andere Erklärung für die Supervenienzbeziehung liefern. Von einigen Antireduktionisten – die häufig moderne panpsychistische Theorien vertreten – wird behauptet, dass die mentalen Zustände durch ein grundlegendes, psychophysisches Naturgesetz mit den neuronalen Zuständen verbunden sind, über denen sie supervenieren. Andere Antireduktionisten bestreiten, dass ein Supervenienzverhältnis zwischen Mentalem und Physischem besteht.

## Geschichte des Supervenienzbegriffs

### Frühe Verwendungsweisen
Die frühste nachgewiesene Verwendung des Adjektivs „supervenient“ stammt aus dem Jahre 1594, das Nomen „Supervenienz“ ist für das Jahr 1664 dokumentiert. Auch wenn der Ausdruck Supervenienz ebenfalls recht früh in der philosophischen Debatte verwendet wurde, so etwa von Gottfried Wilhelm Leibniz, hatte er doch damals eine andere Bedeutung als die heutige. Bis ins 20. Jahrhundert hinein wurde „Supervenienz“ eher im Sinne von „etwas Zusätzliches“ aufgefasst, heute wird darunter die oben beschriebene Beziehung zwischen Entitäten verstanden.
Eine vermittelnde Position zwischen dem historischen und dem modernen Supervenienzbegriff findet sich bei den britischen Emergentisten. Die zentrale These dieser Schule war, dass es emergente Eigenschaften gebe. Damit ist gemeint, dass Eigenschaften existieren, die sich aus einem komplexen physischen System ergeben, doch zugleich irreduzibel sind, sich also nicht durch die physischen Komponenten erklären lassen. Diese Position ist mit der These kompatibel, dass die emergenten Eigenschaften – etwa das mentale Erleben – im modernen Sinne über den physischen Eigenschaften supervenieren. Tatsächlich findet sich auch bei den Emergentisten ein Begriff der Supervenienz, allerdings eher in der historischen Bedeutung von „etwas Zusätzliches“.

### Supervenienz in der Ethik
Die moderne Verwendung des Supervenienzkonzepts hat ihren Ursprung in der metaethischen Debatte. Insbesondere George Edward Moore formulierte früh den Supervenienzgedanken, allerdings ohne den Begriff der Supervenienz zu verwenden. Moore erklärte:
| [...] if a given thing possesses any kind of intrinsic value in a certain degree, then not only must that same thing posses it, under all circumstances, in the same degree, but also anything exactly like it, must, under all circumstances, posses it in exactly the same degree. |  | [...] wenn ein gegebenes Ding irgendeine Art von intrinsischem Wert in einem gewissen Grad besitzt, dann muss nicht nur dasselbe Ding dies besitzen, unter allen Umständen, in demselben Grad, sondern auch irgendetwas exakt gleiches muss, unter allen Umständen, dies in exakt demselben Grad besitzen. |

Moore formulierte hier die Grundidee des Supervenienzkonzepts: Es kann keinen wertenden oder moralischen Unterschied in den Eigenschaften eines Objektes geben, ohne dass es Unterschiede in den physischen Eigenschaften gibt. Diese Idee stand bei Moore im Kontext einer realistischen und nichtreduktiven Theorie des Moralischen. Moore ging davon aus, dass es irreduzible moralische Fakten gibt, die allerdings in einer Supervenienzbeziehung zum Physischen stehen.
Eine andere Interpretation wurde von Richard Mervyn Hare angeboten, der den Supervenienzbegriff in die moralphilosophische Debatte einbrachte. Zwar ging auch Hare davon aus, dass moralische Beschreibungen über physischen Beschreibungen supervenieren. Er erklärte jedoch, dass es in der Welt keine objektiven moralischen Fakten gebe, in der Weise, wie physische Fakten existieren. Eine solche anti-realistische Theorie des Moralischen muss nicht die Supervenienzbeziehung zwischen moralischen und physischen Eigenschaften erklären, da es demzufolge moralische Eigenschaften gar nicht wirklich gibt. Heute wird eine anti-realistische, metaethische Position etwa von Simon Blackburn vertreten, der argumentiert, dass nur im Rahmen einer anti-realistischen Theorie die Supervenienzverhältnisse verständlich seien.

### Supervenienz in der Philosophie des Geistes
Auch in der Philosophie des Geistes wurde der Supervenienzbegriff zunächst verwendet, um eine nichtreduktive Theorie des Mentalen zu beschreiben. Donald Davidson nutzte das Supervenienzkonzept erstmals in seinem 1970 erschienenen Aufsatz Mental Events. Dieser Aufsatz bildet das Fundament für Davidsons Theorie des anomalen Monismus. Nach dieser Theorie sind einzelne mentale Ereignisse (Token) mit einzelnen neuronalen Ereignissen identisch. Allerdings ist keine Klasse von mentalen Ereignissen (Typen, etwa Kopfschmerzen oder Freude) mit einer Klasse von neuronalen Ereignissen identisch. Die fehlende Übereinstimmung der Klassen verhindert nach Davidson eine Reduktion des Mentalen auf das Physische. Dennoch lässt sich nach Davidson eine Beziehung durch den Supervenienzbegriff angeben:
| Although the position I describe denies that there are psychophysical laws, it is consistent with the view that mental characteristics are in some sense dependent or supervenient, on physical characteristics. Such supervenience might be taken to mean that there cannot be two events alike in all physical respects but differing in some mental respects [...]. Dependence or supervenience of this kind does not entail reducibility through law or definition [...]. |  | Obwohl die von mir beschriebene Position verneint, dass es psychophysische Gesetze gibt, ist sie doch konsistent mit der Annahme, dass mentale Charakteristiken in einem gewissen Sinne abhängig oder supervenient gegenüber physischen Charakteristiken sind. Eine solche Supervenienz kann durch die These beschrieben werden, dass keine zwei Ereignisse in allen physischen Aspekten gleich, aber in ihren mentalen Aspekten verschieden sein können [...]. Abhängigkeit oder Supervenienz dieser Art enthält nicht Reduzierbarkeit durch ein Gesetz oder eine Definition [...]. |

Davidsons Verwendung des Supervenienzbegriffs hatte in der Philosophie des Geistes eine starke Wirkung. Sie versprach eine Analyse der psychophysischen Beziehungen, ohne einen unplausiblen Reduktionismus zu implizieren. Einflussreiche Interpretationen dieses Supervenienzbegriffs hat Jaegwon Kim geliefert, gewann jedoch bald eine skeptische Distanz. Kim argumentiert, dass die Supervenienz nicht die psychophysischen Verhältnisse erklären könne, sondern selbst nach einer Erklärung verlange. Zwar könne man mit der Supervenienz eine Antwort auf die Frage liefern, in welcher Beziehung Mentales und Physisches stehen. Allerdings müsse man sich die Frage gefallen lassen, was für eine Art von Beziehung das Supervenienzverhältnis darstellt. Auch könne man fragen, warum denn das Mentale über dem Physischen superveniere. Kim schließt, dass mit der Rede von Supervenienz nicht das Leib-Seele-Problem gelöst, sondern formuliert sei: „Mind-body-supervenience, therefore, does not state a solution to the mind-body-problem; rather it states the problem itself.“

## Erklärungen für Supervenienz

Illustration zur Fragestellung.
Diese Wiedergabe einer Zeichnung kann als Darstellung von Kanten eines Würfels aufgefasst werden. Bei etwas längerer Betrachtung des Würfel-Gitters tritt oft ein Wechsel hinsichtlich der wahrgenommenen Perspektive auf, womit der Aspekt wechselt.
Wegen dieser Illusion werden derartige Abbildungen zu den Kippfiguren gezählt und nach ihrem Beschreiber Necker-Würfel genannt.
Wird die Eigenschaft Necker-Würfel hier dem jeweils abgebildeten Objekt zugesprochen, so bleibt sie diesem erhalten, solange dessen physische Gestalt unverändert bleibt. Dafür, dass die Abbildung des Objekts als Necker-Würfel wirkt – und der als ein solcher erkannt werden kann – braucht es allerdings Betrachter.

### Das Problem
In den philosophischen Debatten wird in der Regel davon ausgegangen, dass die Behauptung einer Supervenienzbeziehung zwischen A und B bei eingehenderer Betrachtung keine befriedigende Auskunft über das Verhältnis von A und B geben kann. Supervenienzbeziehungen scheinen nicht erklärend zu sein, sondern eher als Beschreibungen eines Problems nach Erklärungen zu verlangen. Die angebotenen Erklärungen für eine psychophysische Supervenienz unterscheiden sich je nach metaphysischer Hintergrundüberzeugung. Physikalisten, Dualisten und Nichtphysikalisten müssen versuchen, eine Erklärung für die psychophysische Supervenienz zu finden, die mit ihrer Metaphysik kompatibel ist.

### Physikalistische Strategien
Von Physikalisten wird meist versucht, die psychophysische Supervenienz durch reduktive Analysen zu erklären: Lässt sich A auf B reduzieren, dann ist es kein Rätsel mehr, warum A über B superveniert. Man kann sich diesen Zusammenhang leicht an Beispielen klarmachen. Die Eigenschaft eines Wassertropfens, flüssig zu sein, superveniert über den physischen Eigenschaften des Wassertropfens. Man kann diese Eigenschaft nicht (durch Einfrieren oder Verdampfen) verändern, ohne die physische Struktur des Wassertropfens zu ändern. Doch dieses Supervenienzverhältnis ist leicht zu erklären. Die Eigenschaften des Wassertropfens lassen sich auf seine physische Eigenschaften reduzieren. Sollte sich das Mentale ebenfalls auf das Physische reduzieren lassen, könnte auch dieses Supervenienzverhältnis leicht erklärt werden: Die mentale Eigenschaft M würde über den physischen Eigenschaften P1–Pn supervenieren, weil M gar nichts anderes als P1–Pn wäre.
Gegen reduktionistische Theorien des Mentalen wird oft eingewandt, dass es kritische Merkmale unseres Bewusstseins gebe, die eine Zurückführung auf physische Strukturen unmöglich machten. Eine Frage, die sich physikalistische Positionen stellen müssen, ist, ob es eine physikalistische Erklärung für die psychophysische Supervenienz geben kann, wenn die reduktiven Bemühungen scheitern. Der Philosoph Terence Horgan hat den Begriff der Superdupervenienz für die Supervenienzbeziehungen geprägt, die im Rahmen einer physikalistischen Metaphysik akzeptabel sind. Er bleibt allerdings skeptisch in Bezug auf die Frage, ob sich eine befriedigende, nichtreduktive Superdupervenienzbeziehung finden lässt.
Als eine Möglichkeit mag eine anti-realistische Interpretation erscheinen, analog zum metaethischen Anti-Realismus (siehe Abschnitt Supervenienz in der Ethik). Allerdings würde diese Position auf eine Leugnung der Existenz des Mentalen hinauslaufen. Einen solchen eliminativen Materialismus wollen nur wenige Philosophen akzeptieren.

### Nichtphysikalistische Strategien
Auch für nichtphysikalistische Positionen ist die psychophysische Supervenienz eine Herausforderung. Wenn es sich bei mentalen Zuständen nicht einfach um physische Zustände handelt, droht die Existenz der psychophysischen Supervenienz unverständlich zu werden. Eine mögliche nichtphysikalistische Strategie besteht daher darin, die Supervenienzbeziehung abzulehnen.
Andere Nichtphysikalisten akzeptieren die psychophysische Supervenienz und erklären, dass mentale Zustände durch Naturgesetze mit physischen Zuständen verknüpft sind. Einer solchen Position zufolge superveniert das Mentale über dem Physischen, da das Mentale durch das Physische verursacht wird. Man spricht auch von „nomologischer“ oder „natürlicher Supervenienz“. David Chalmers ist zur Zeit der wohl bekannteste Vertreter einer solchen Position.
Allerdings ist auch diese Position mit Schwierigkeiten konfrontiert. Ein Problem ist etwa die Tatsache, dass die postulierten Naturgesetze nicht auf die grundlegenden physischen Gesetze reduzierbar sein können, da sie psychische und physische Fakten verknüpfen. Dies bedeutet, dass man die Welt um weitere grundlegende Naturgesetze erweitern müsste, eine Konsequenz, die von vielen Philosophen als unplausibel kritisiert wird. Es bleibt die noch ungeklärte Frage, ob Nichtphysikalisten eine andere Interpretation der psychophysischen Supervenienz bieten können.

## Supervenienz und Externalismus
Der in der Fachwelt dominante physikalistische Standpunkt besagt, dass die mentalen Zustände einer Person über den neuronalen Zuständen im Gehirn supervenieren. Keine Änderung des mentalen Zustandes erfolgt ohne eine Änderung eines Hirnzustandes. Dem gegenüber beanspruchen Hilary Putnam und Tyler Burge, zeigen zu können, dass der mentale Gehalt von der physischen oder sogar der sozialen Umwelt einer Person beeinflusst sein kann, ohne dass deswegen auch der neuronale Zustand beeinflusst wäre.
Das klassische Argument für diese Position (auch Externalismus genannt), beruht auf einem Gedankenexperiment: Man stelle sich zu unserer Erde eine Zwillingserde vor, die der Erde in nahezu allen Details bis hin zu den subatomaren Teilchen gleicht. Es gibt nur einen Unterschied: Was auf der Erde H2O ist, ist auf der Zwillingserde eine andere Substanz XYZ. Da die beiden Welten ansonsten identisch sind, gibt es zu jeder Person A auf der Erde einen Zwilling B auf der Zwillingserde, der sich in den exakt gleichen neuronalen Zuständen befindet. Dennoch haben A und B nicht den gleichen Gedanken, wenn sie denken „Dort ist Wasser“. Der Gedanke von A bezieht sich nämlich auf H2O, während sich der Gedanke von B auf XYZ bezieht. Wenn dem aber so ist, kann das Mentale nicht über dem Neuronalen supervenieren, da sich zwei Personen im gleichen neuronalen Zustand befinden können, ohne sich im gleichen mentalen Zustand zu befinden.
Dazu ließe sich bereits einwenden, dass eine bis auf ein Molekül exakte Spiegelwelt nicht plausibel erscheint, da der physikalisch nicht unwesentliche Unterschied auch die physikalischen Verhältnisse in dieser Welt – wahrscheinlich dramatisch – ändern müsste.
Dennoch wurde auf dieses Gedankenspiel mit dem Konzept der globalen Supervenienz geantwortet. Mit dieser These wird die Supervenienzbasis ausgedehnt: Das Mentale soll nicht mehr allein über den neuronalen Zuständen supervenieren, sondern allgemein über allen physischen Zuständen der Welt. Eine solche Position kann mit dem Gedankenexperiment umgehen, da es zwischen Erde und Zwillingserde tatsächlich einen physischen Unterschied gibt. Was auf der Erde H2O ist, ist auf der Zwillingserde XYZ.
Gegen die globale Supervenienz wurde eingewandt, dass sie nicht für eine materialistische Position ausreiche. Schließlich sei die globale Supervenienz mit folgender Annahme verträglich: Ein Zwillingssonnensystem unterscheidet sich von unserem Sonnensystem physisch nur dadurch, dass im Saturnring ein Atom fehlt. Dennoch gibt es in der Zwillingserde keine mentalen Zustände, die Menschen sind alle Automaten ohne Bewusstsein. Da die globale Supervenienz im Gegensatz zum Materialismus mit solchen Situationen kompatibel zu sein scheint, wird oft davon ausgegangen, dass die globale Supervenienz nicht erfolgreich in einer materialistischen Theorie nutzbar ist.
Generell scheint ausgeblendet zu werden, dass ein nennenswerter Unterschied im Gedanken – wie bezüglich des Wassers – auch mit einer anderen Erfahrung und somit auch mit anderen neuronalen Zuständen einhergehen müsste. Wäre dem nicht so, wären auch die Gedanken von A und B bezüglich Wasser tatsächlich identisch – da unbeeindruckt von nicht nennenswerten Unterschieden. Dies betrifft besonders auch das Beispiel mit dem fehlenden Atom im Saturnring, welches sicherlich keine anderen neuronalen oder mentalen Zustände erzielen kann. Somit ist das Gedankenexperiment als solches nicht stichhaltig.

## Die Vielfalt der Supervenienzbegriffe
In der philosophischen Debatte existieren verschiedene Vorschläge zur korrekten Definition der Supervenienzthese. Die verschiedenen Formulierungen unterscheiden sich zum einen darin, ob sie lokale oder globale Supervenienzthesen sind (siehe Abschnitt Supervenienz und Externalismus) zum anderen unterscheiden sie sich im Einsatz von modalen Operatoren bzw. möglichen Welten. Diese Vorschläge, die zum Teil auf einem sehr hohen technischen Niveau formuliert werden, variieren so stark, weil die metaphysischen Hintergrundüberzeugungen einen direkten Einfluss auf die modalen Anforderungen an eine korrekte Supervenienzdefinition haben. Ein Physikalist, der denkt, dass das Mentale nichts als das Physische ist, kann nicht davon ausgehen, dass die psychophysische Supervenienz nur ein kontingenter Fakt ist.

### De-facto-Supervenienz
Die schwächste Formulierung der Supervenienzthese kommt ohne modale Operatoren aus: Die Menge A von Eigenschaften superveniert über der Menge B von Eigenschaften, wenn es keine Veränderung von A gibt, ohne eine Veränderung von B. Man kann hier mit Ansgar Beckermann von „De-facto-Supervenienz“ sprechen. Ein Beispiel: Wenn jeder Gegenstand, der ein Herz besitzt, auch eine Niere besitzt, so superveniert die Eigenschaft, ein Herz zu besitzen, über der Eigenschaft, eine Niere zu besitzen. De-facto-Supervenienz in Bezug auf die Philosophie des Geistes hieße daher einfach: Es gibt keine Veränderung der mentalen Eigenschaften ohne Veränderung der physischen Eigenschaften.
Meistens wird die De-facto-Supervenienz als nicht ausreichend für den Physikalismus angesehen. Wenn B über A nur de facto superveniert, so handelt es sich hier um keine notwendige Beziehung. Und das heißt: Genauso, wie sich Wesen mit Herz, aber ohne Niere entwickeln könnten, könnten sich auch Wesen entwickeln, die uns physisch gleichen, aber kein Bewusstsein haben. Dies muss ein Physikalist aber ablehnen: Wenn mentale Zustände mit physischen Zuständen identisch sind, dann können die physischen Zustände nicht ohne die mentalen Zustände auftreten. Dies liegt in der Logik von Identitätsbeziehungen, wie man sich an einem Beispiel leicht klarmachen kann: Wenn Konrad Adenauer mit dem ersten Bundeskanzler der BRD identisch ist, dann ist es einfach nicht möglich, dass Konrad Adenauer an einer Stelle ist, an der nicht der erste Bundeskanzler der BRD ist.

### Der Begriff bei Rafael Ferber
Mit etwas anderer Bedeutung benutzt Rafael Ferber den Begriff Supervenienz im Zusammenhang mit philosophischen Grundbegriffen. Beispiele dafür sind: die Wahrheit, das Sein, das Gute. Grundbegriffe können nicht definiert werden, ohne sie schon vorauszusetzen. Ihre jeweilige Bedeutung „ist offenbar etwas so Ursprüngliches und Einfaches, dass eine Zurückführung auf noch Einfacheres nicht möglich ist.“ Eine eigentliche oder explizite Definition ist eine solche, bei der das Definiendum durch das Definienz ersetzt werden kann. Eine implizite Definition können wir auch Erläuterung nennen.
Beispielsweise gibt es für den Wahrheitsbegriff fünf Kriterien: Kohärenz, Evidenz, Konsens, Nützlichkeit und Wissenschaftlichkeit. Doch sie alle genügen nicht um die Wahrheit einer Aussage wirklich zu beweisen. Der „Begriff der Wahrheit“ sei diesen Kriterien supervenient. Er komme zu ihnen hinzu, lasse sich aber nicht auf sie reduzieren, sondern enthalte einen Überschuss über sie. Denn unser Wahrheitsstreben scheint nicht befriedigt, solange wir nicht die objektive Wahrheit gefunden haben. Der Begriff der Wahrheit beansprucht nämlich eine Objektivität, welche durch eine nur hypothetische Objektivität, wie sie die Kriterien erbringen, nicht eingelöst werden könne. Es ist aber eine natürliche Forderung des gesunden Menschenverstandes, dass es eine „Wirklichkeit an sich“ gibt, auch dann, wenn sie nicht erkannt werden kann.
So lasse sich auch „das Gute“ nicht explizit, sondern nur implizit definieren, also erläutern. Was bedeute, vom Begriff des Guten das bewusst zu machen, „was wir auf unentfaltete Art schon wissen.“ Der Begriff des Guten enthalte einen Überschuss, der durch die klassische Definition nicht wiedergegeben werde und sei über jede explizite Definition supervenient.

### Schwache und starke Supervenienz
Als Reaktion auf diese Probleme wird meistens davon ausgegangen, dass ein Element der Notwendigkeit in die Supervenienzbeziehung gebracht werden muss. Eine erste Formulierung kann so aussehen: Die Eigenschaft A superveniert über der Menge B von Eigenschaften, wenn es keine Veränderung von A geben kann, ohne eine Veränderung von B.
Allerdings wird auch hier noch weiter differenziert. So wird gefragt, ob die Supervenienzthese nur für eine oder für jede mögliche Welt gilt. Gilt erstes, spricht man mit Kim auch von schwacher Supervenienz und grenzt sie von der starken Supervenienz ab, die auch für alle möglichen Welten gilt. Laut der schwachen Supervenienzthese kann es in einer Welt nicht zwei Objekte geben, die sich physisch gleichen, aber mental unterscheiden. Allerdings könnte es ein Objekt in der Welt w1 geben, das physisch einem Objekt in der Welt w2 gleicht, aber andere mentale Eigenschaften enthält. Genau dieser Fall wird von der starken Supervenienz ausgeschlossen, weswegen oft argumentiert wird, dass allein die starke Supervenienz angemessen für den Physikalismus sei.